# Parc national de Hat Chao Mai
Le parc national de Hat Chao Mai (thai: อุทยานแห่งชาติหาดเจ้าไหม) est une aire protégée située dans les districts de Sikao et Kantang de la province de Trang, en Thaïlande du Sud, proche du parc national de Koh Lanta.
C’est un parc national marin. Créé en 1981, il s’agit d’une zone protégée de catégorie II de l’UICN avec des récifs coralliens. Sa superficie est de 230,86 kilomètres carrés. 
En 2022, l'ensemble parc national de Hat Chao Mai, zone de chasse interdite de Ko Libong et estuaire de la Trang (663 km2) est classé site Ramsar,,.

## Géographie
Le parc national a une superficie de 230,86 km2 incluant 93,64 km2 de terres (côte, îles) et 137,21 km2 de mer.
Le plus haut sommet du parc culmine à 432 m au dessus du niveau de la mer. La profondeur de la mer est en moyenne de 20 m.
Il se constitue :
- des terres le long de la côte près de Pak Meng (ปากเมง) : plages de Pak Meng (หาดปากเมง), Hat Chang Lang (หาดฉางหลาง), Hat Yong Ling et Hat Yao
- neuf îles et îlots :  Ko Meng (เกาะเมง) au Nord du parc national, Ko Chueak (เกาะเชือก), Ko Pling (เกาะปลิง), Ko Waen (เกาะแหวน ; 0,16 km2), Ko Muk (กาะมุกต์ ; 7,7 km2), Ko Kradan (เกาะกระดาน ; 2,4 km2) et Ko Chao Mai.

Plages le long de la côte
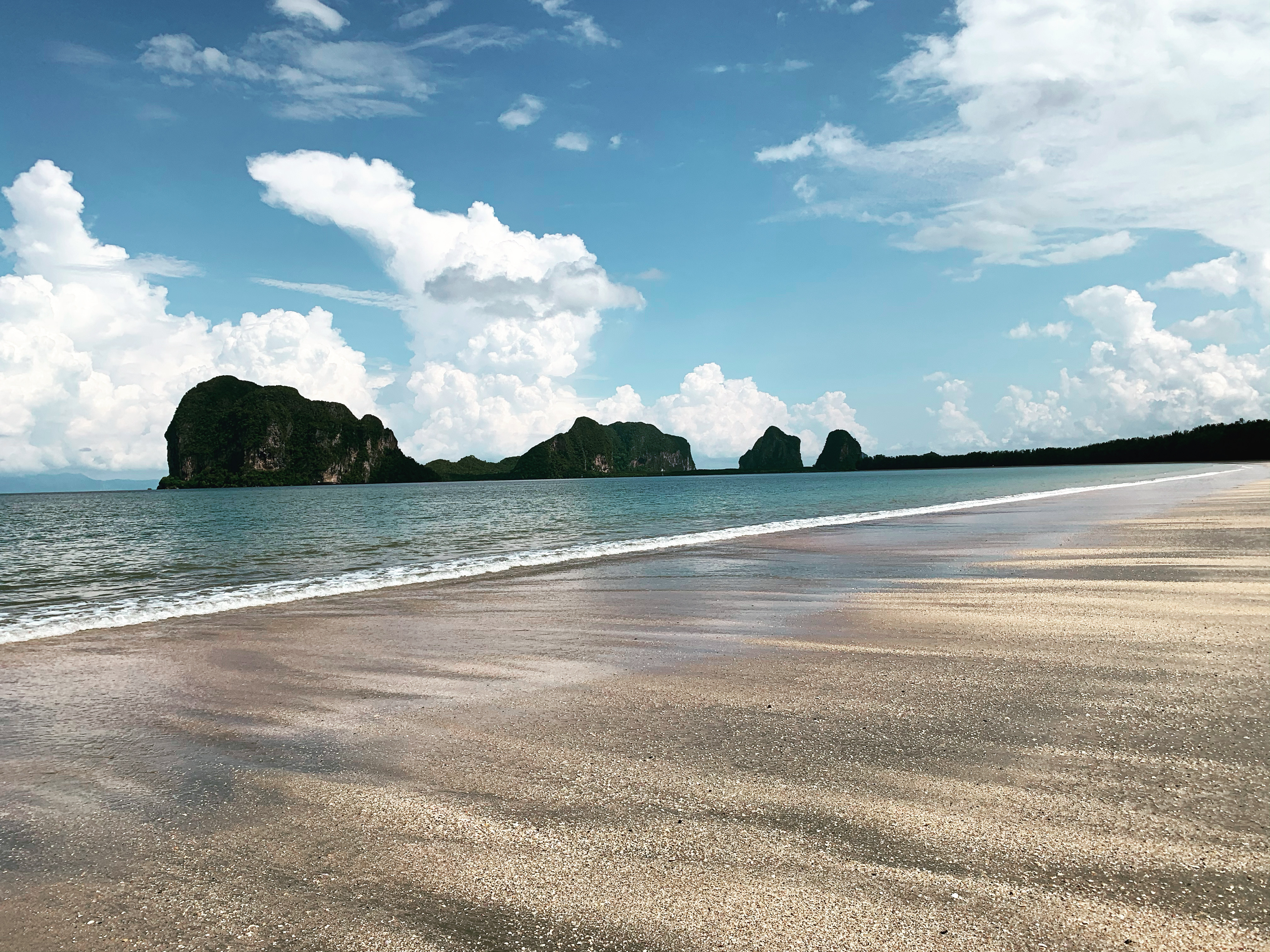
Plage de Pak Meng
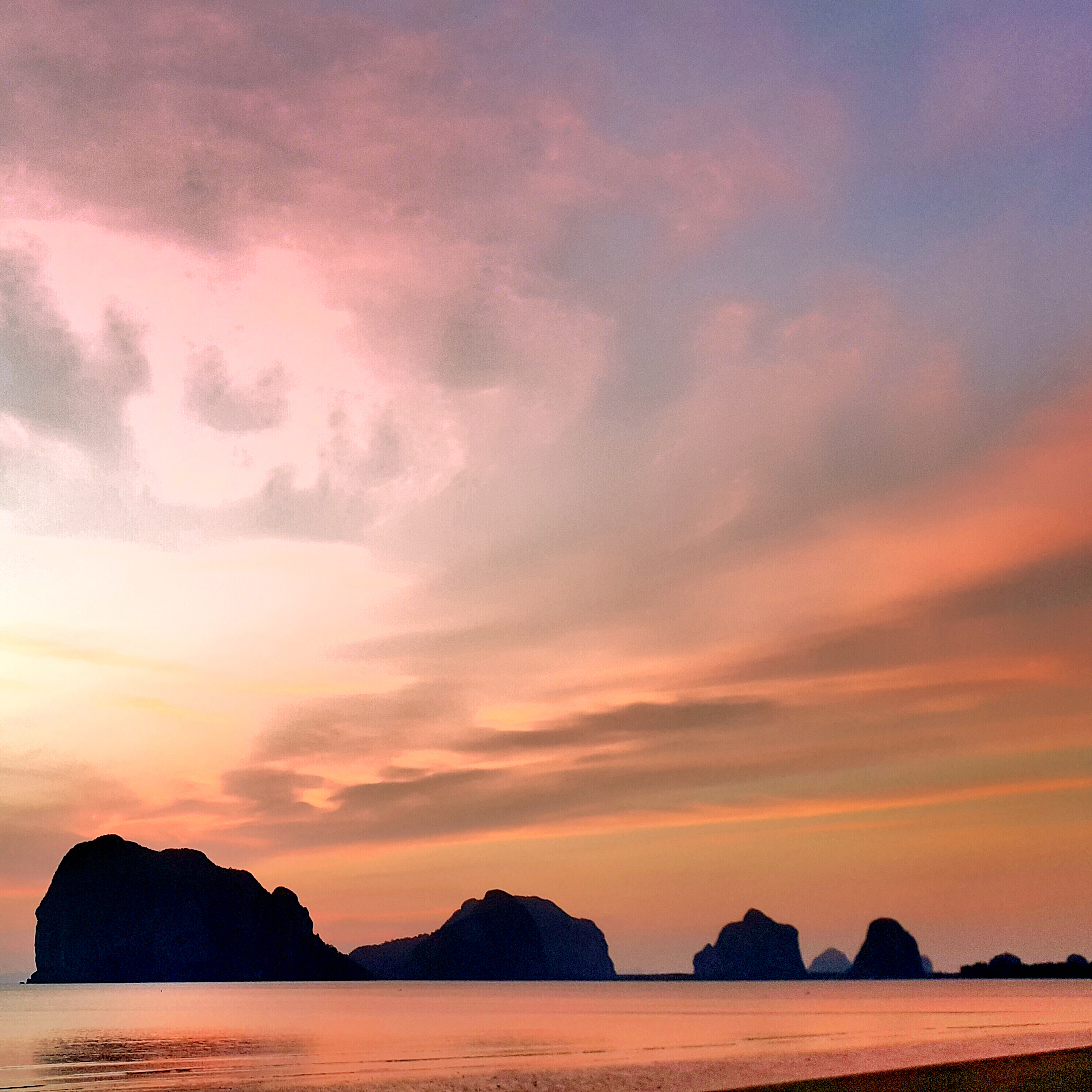
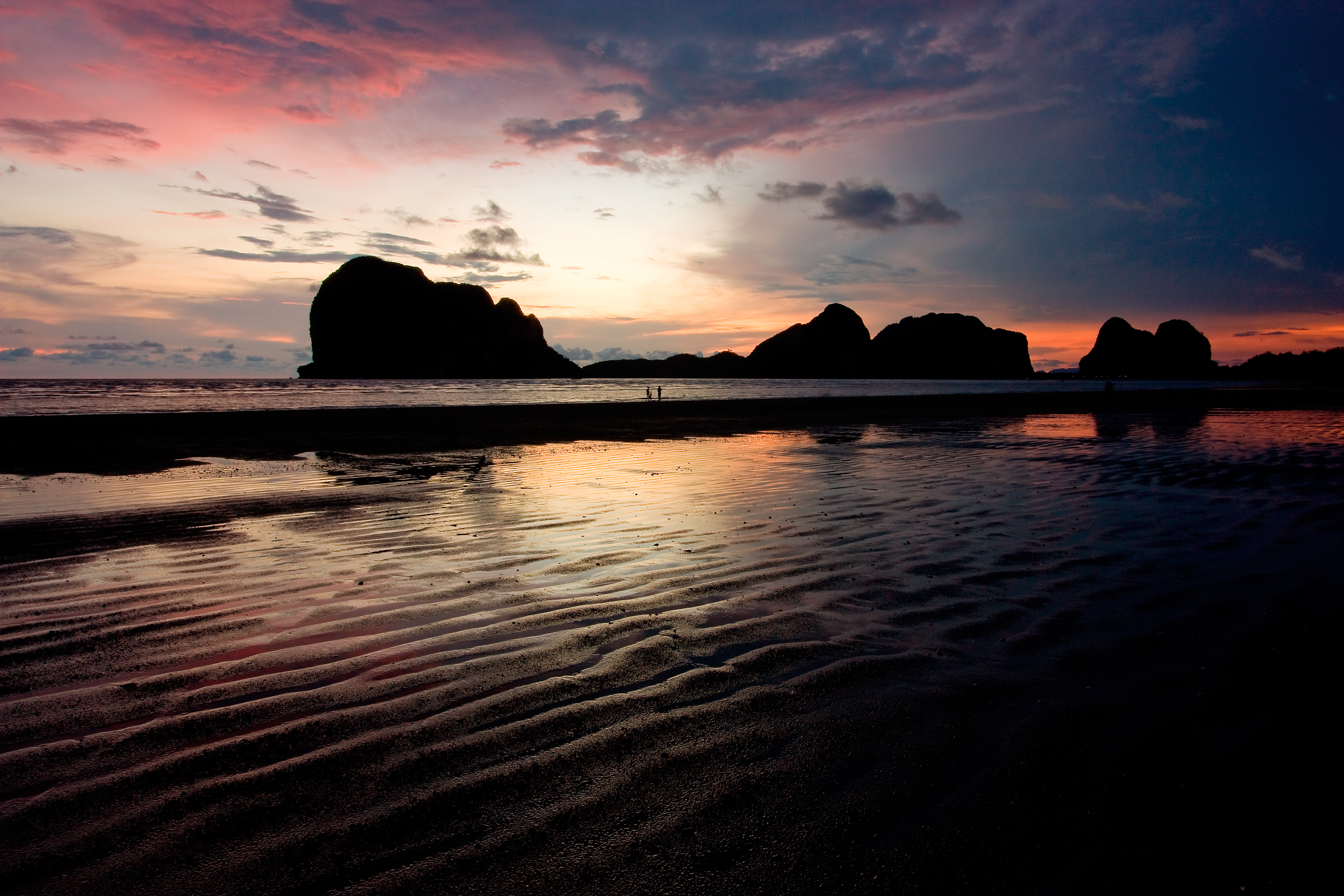
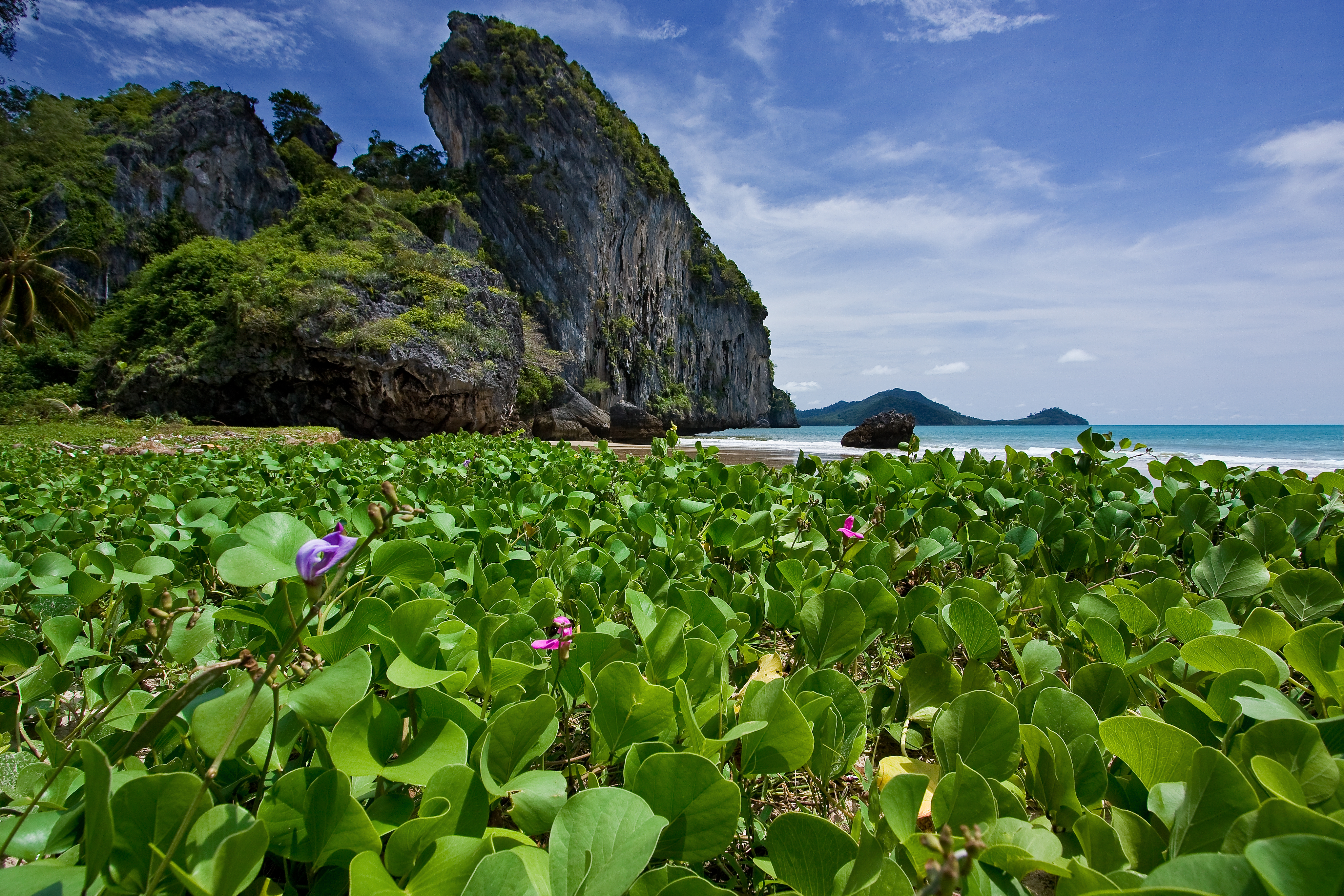
Plage de Hat Yao et canavalia en fleurs
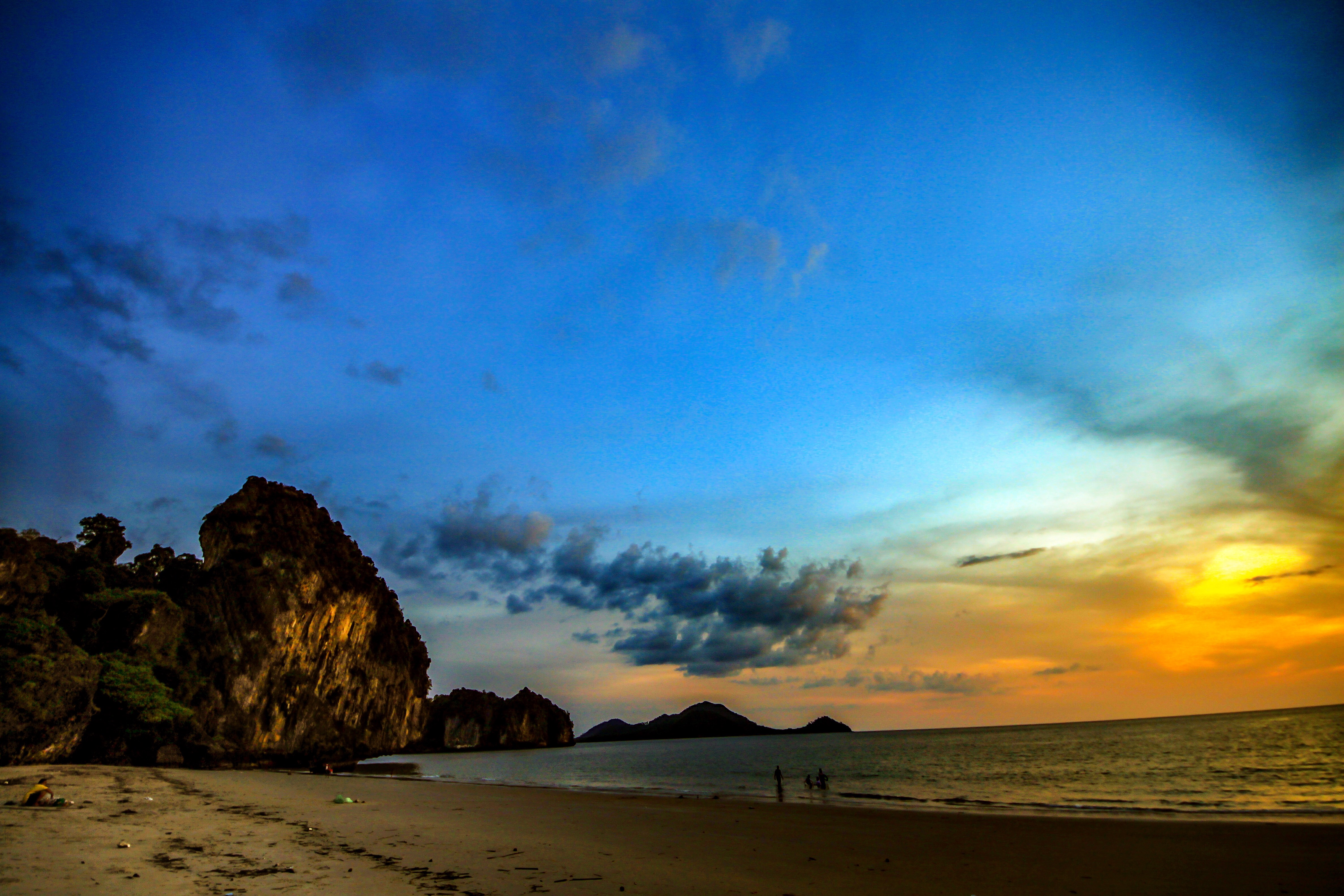

Île de Ko Kradan
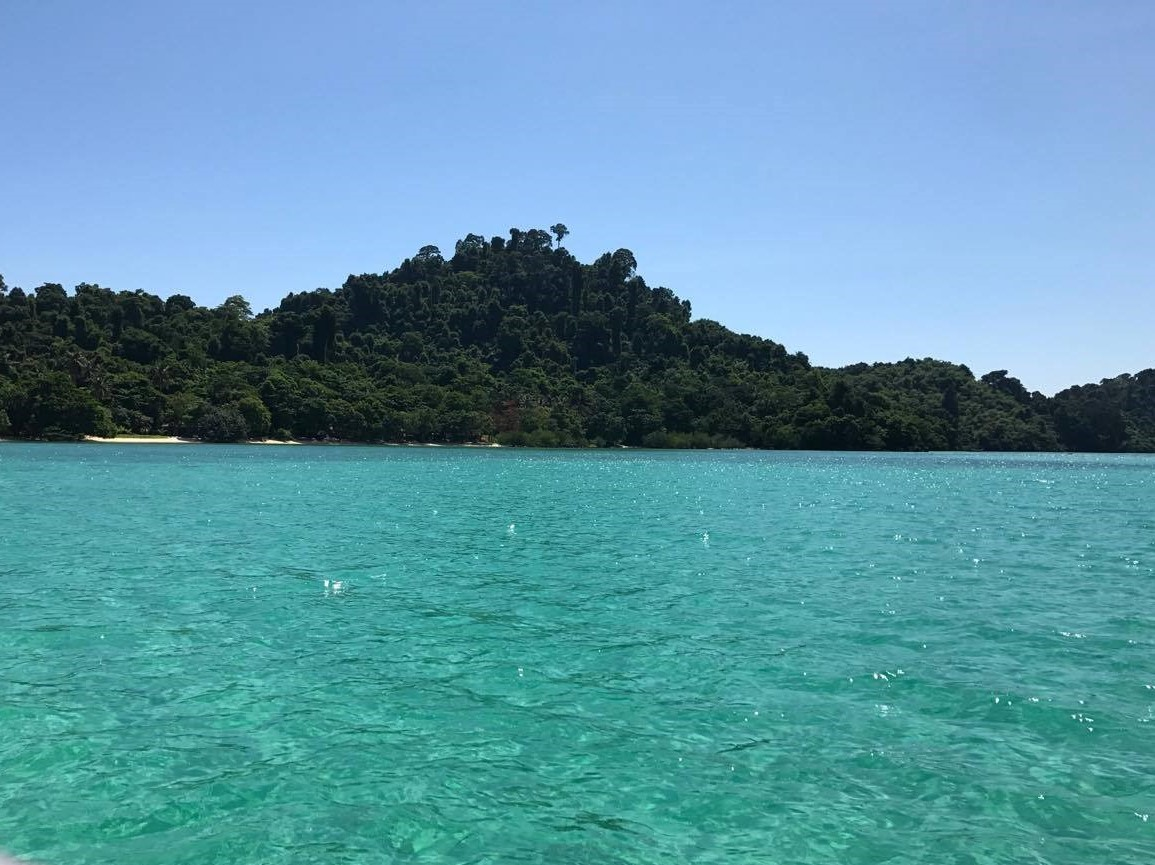
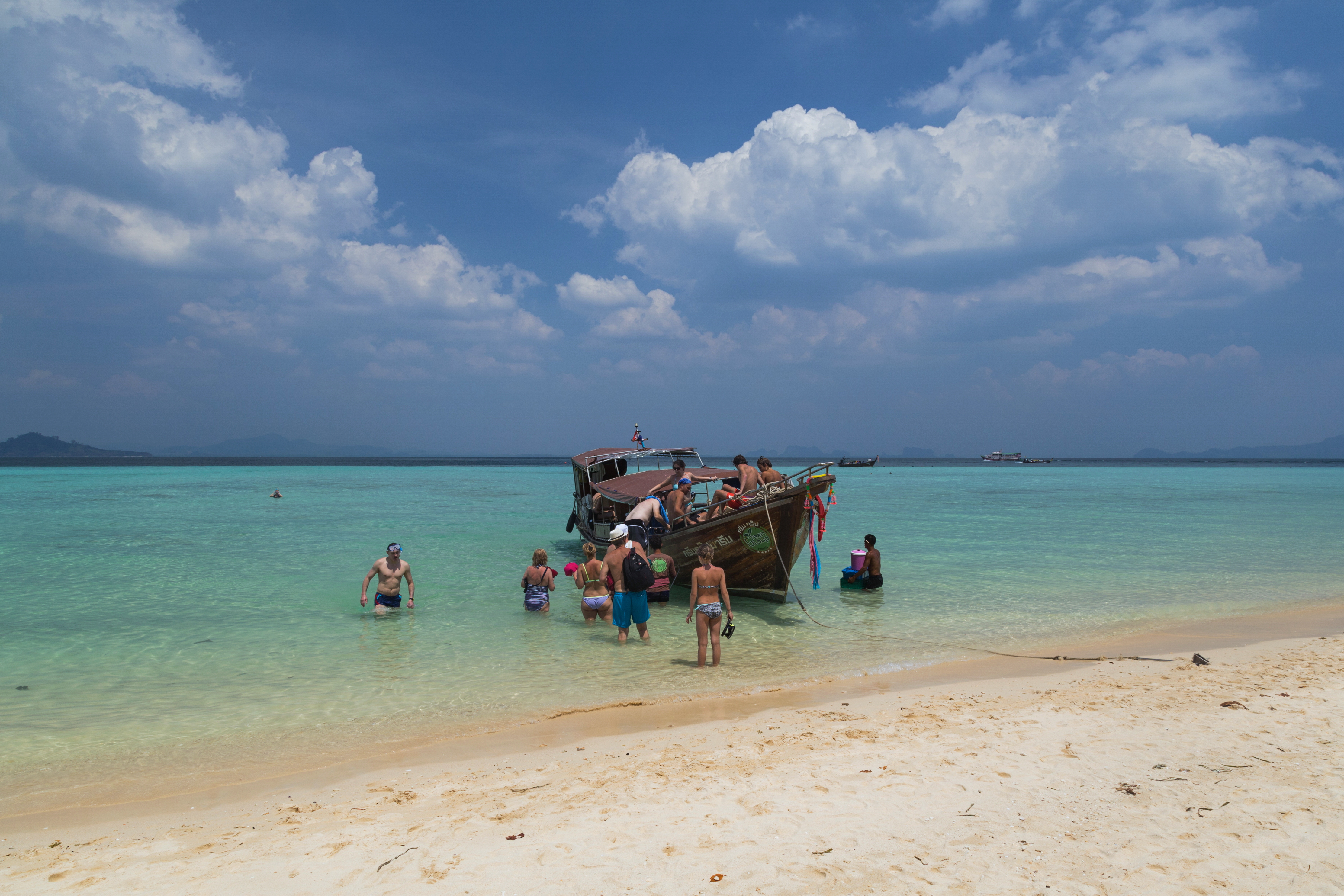
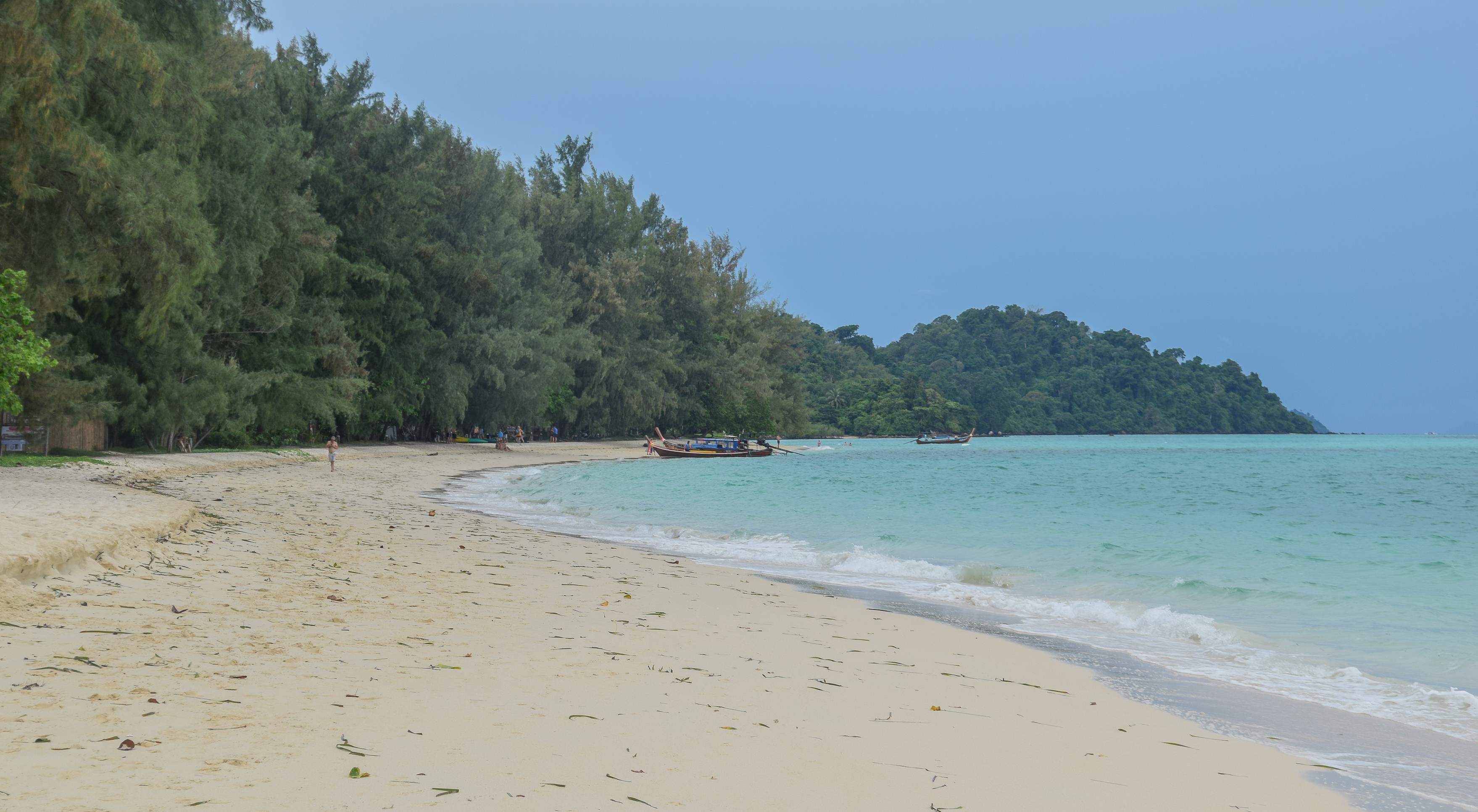
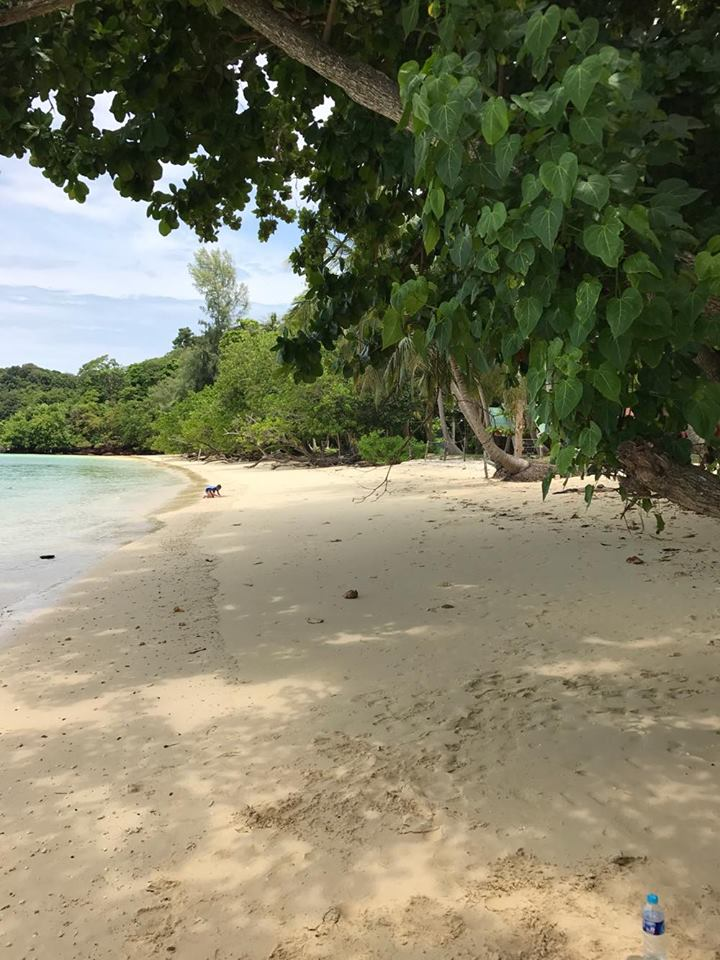
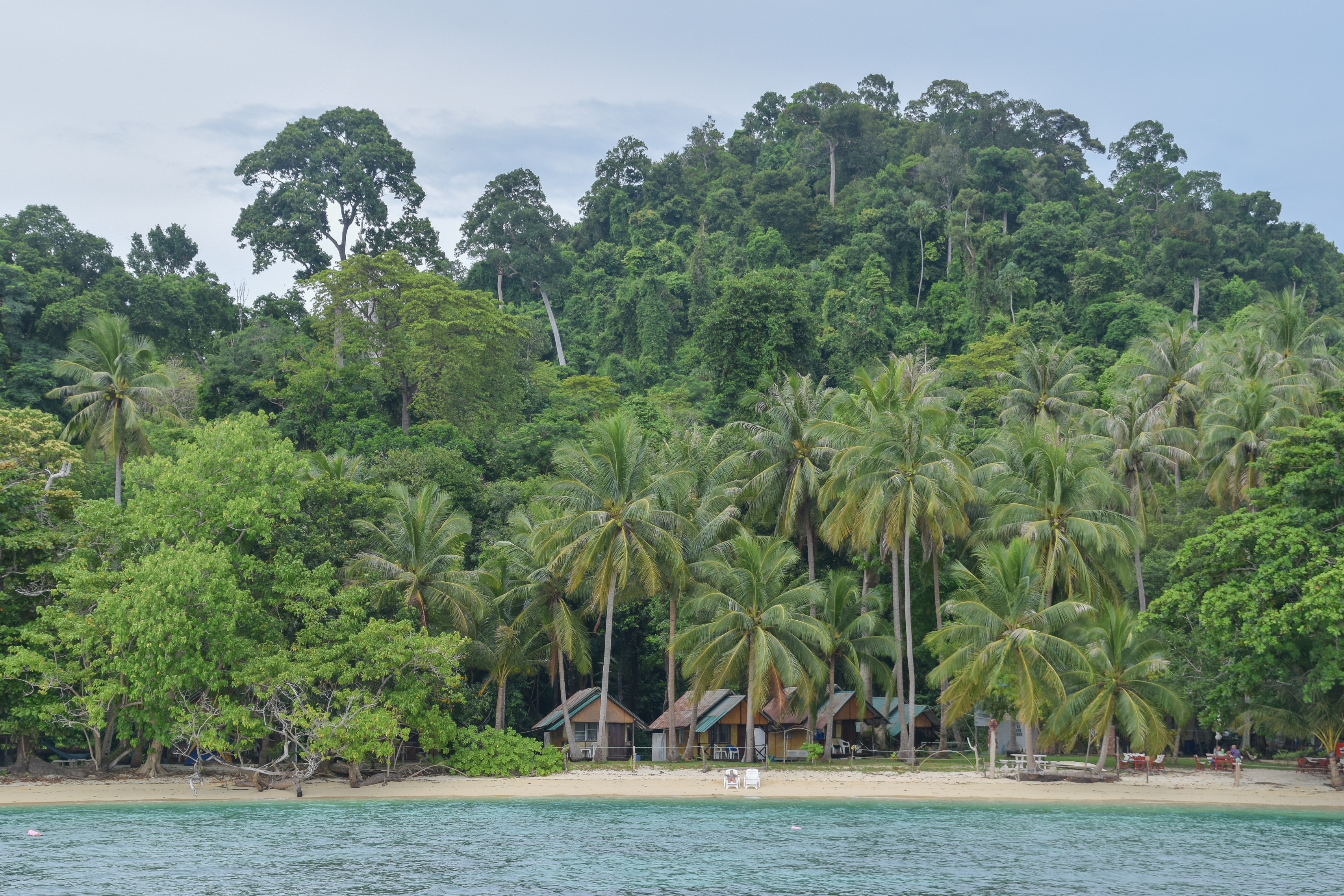

Île de Ko Muk
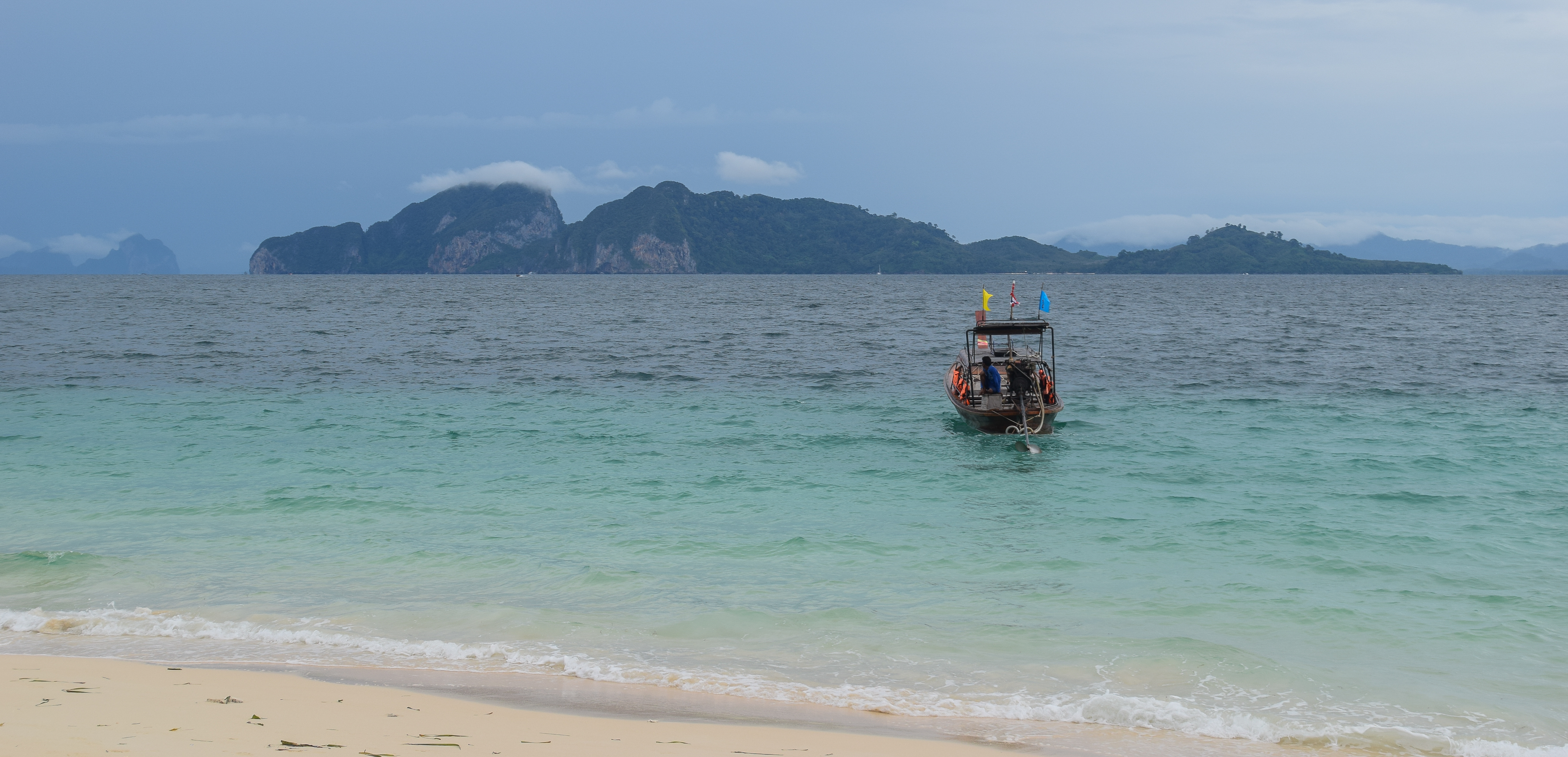
Île de Ko Muk vue depuis l'île de Ko Kradan
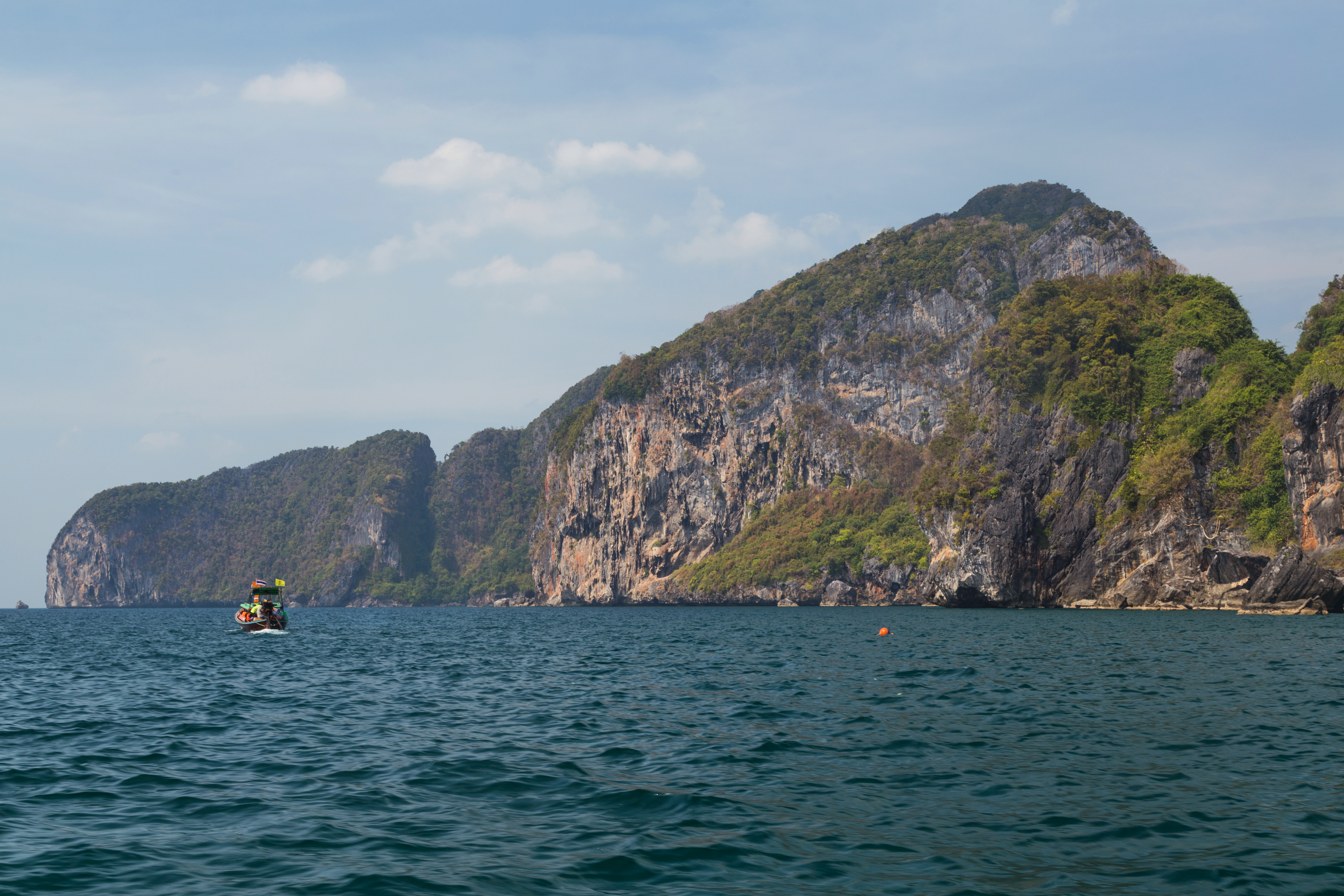
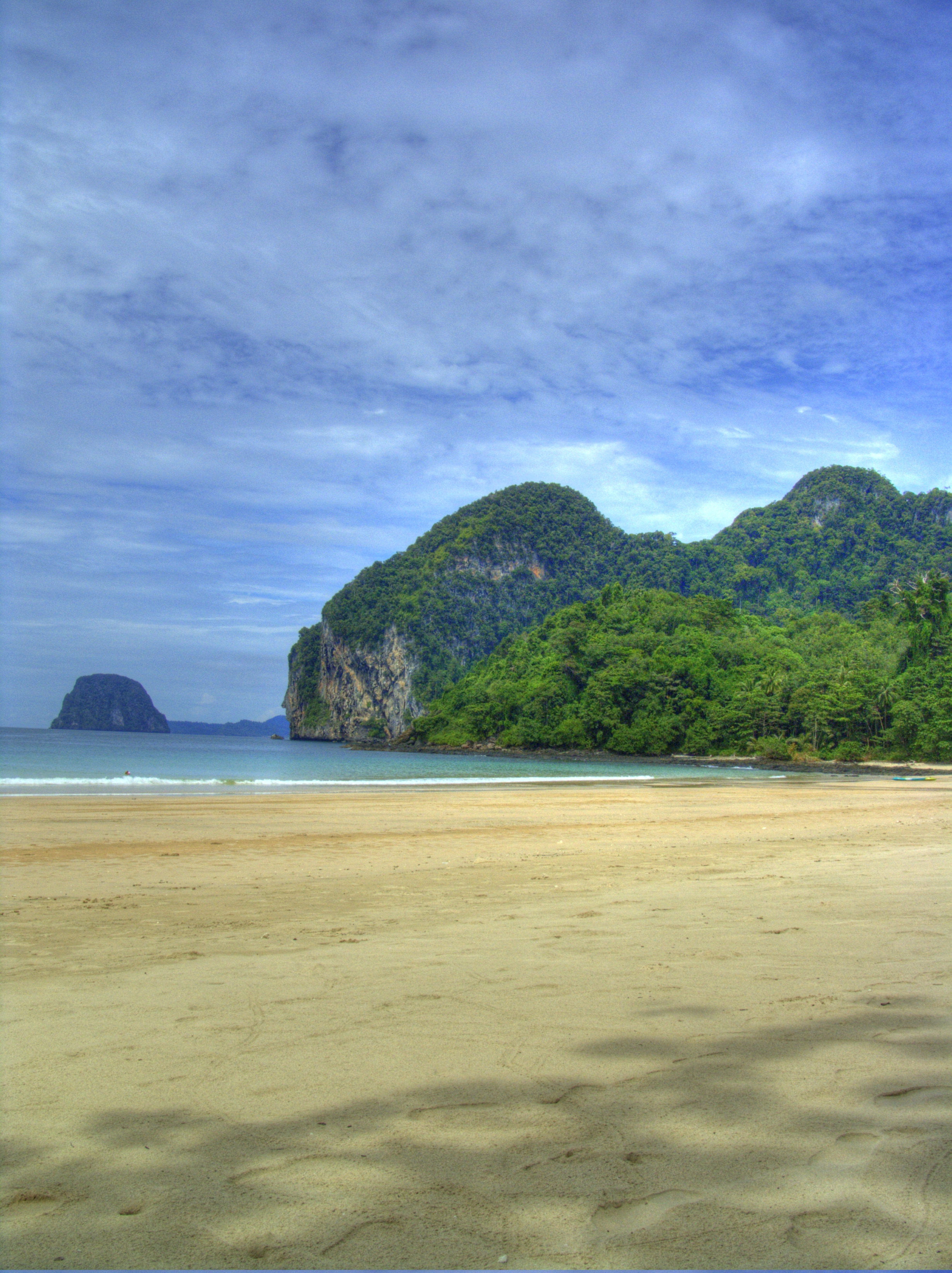
Plage Charlie
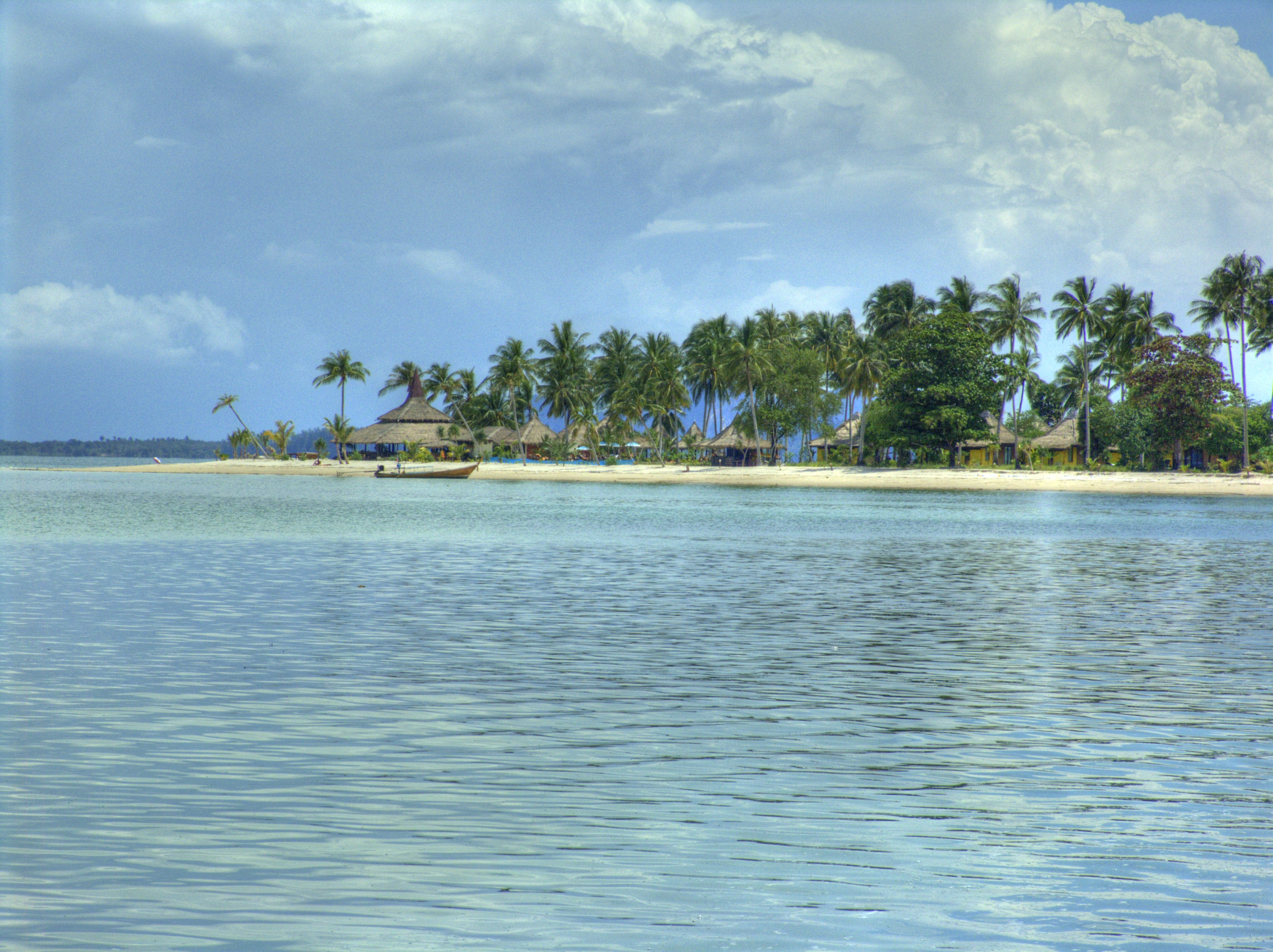
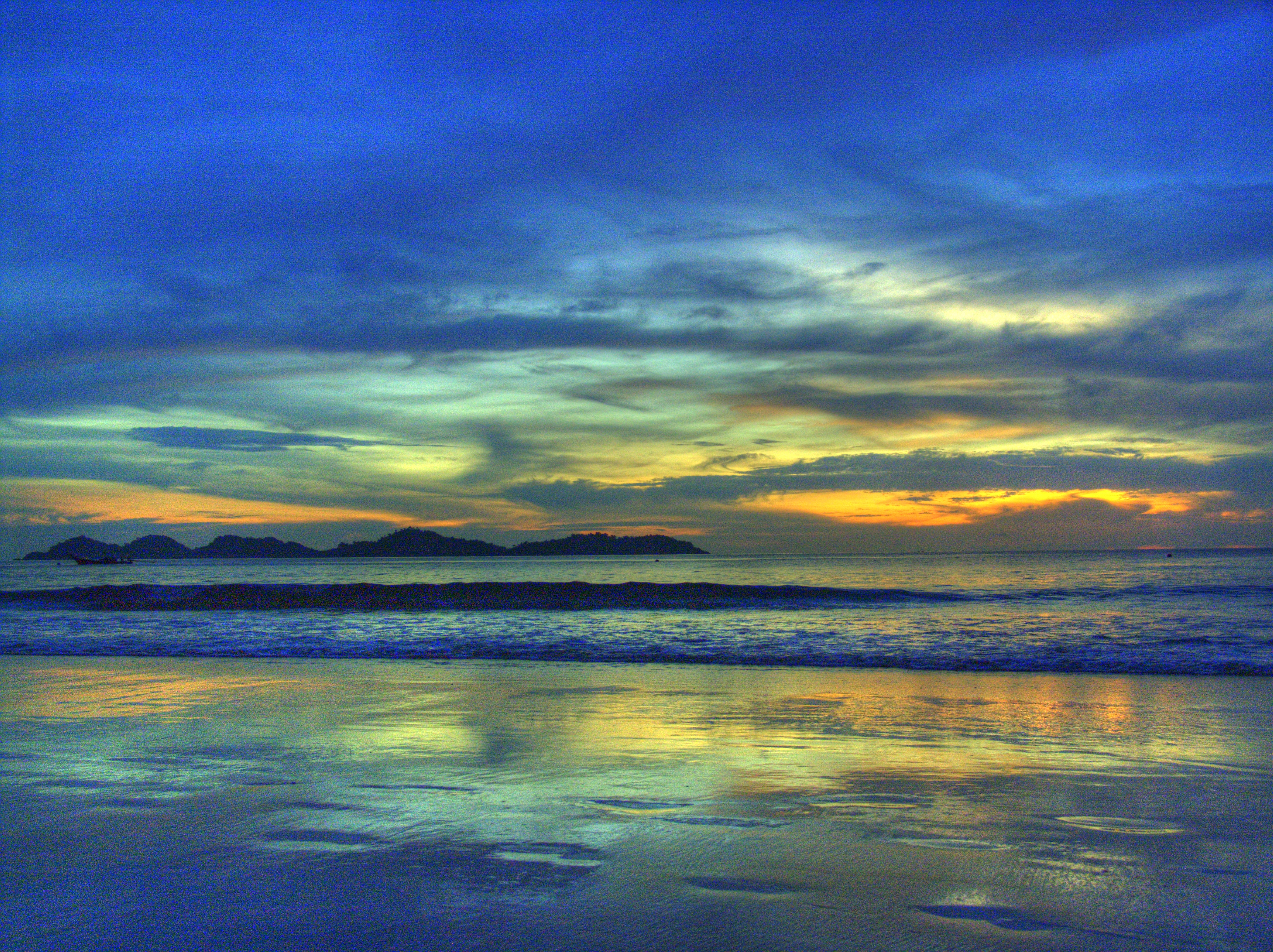

## Climat
Il y a deux saisons : une saison des pluies de mai à décembre avec des vents de la mousson du sud-ouest ; et une saison plus sèche puis chaude de janvier à avril, idéale pour apprécier les plages de sable blanc et découvrir les fonds marins.

## Flore et faune

### Flore

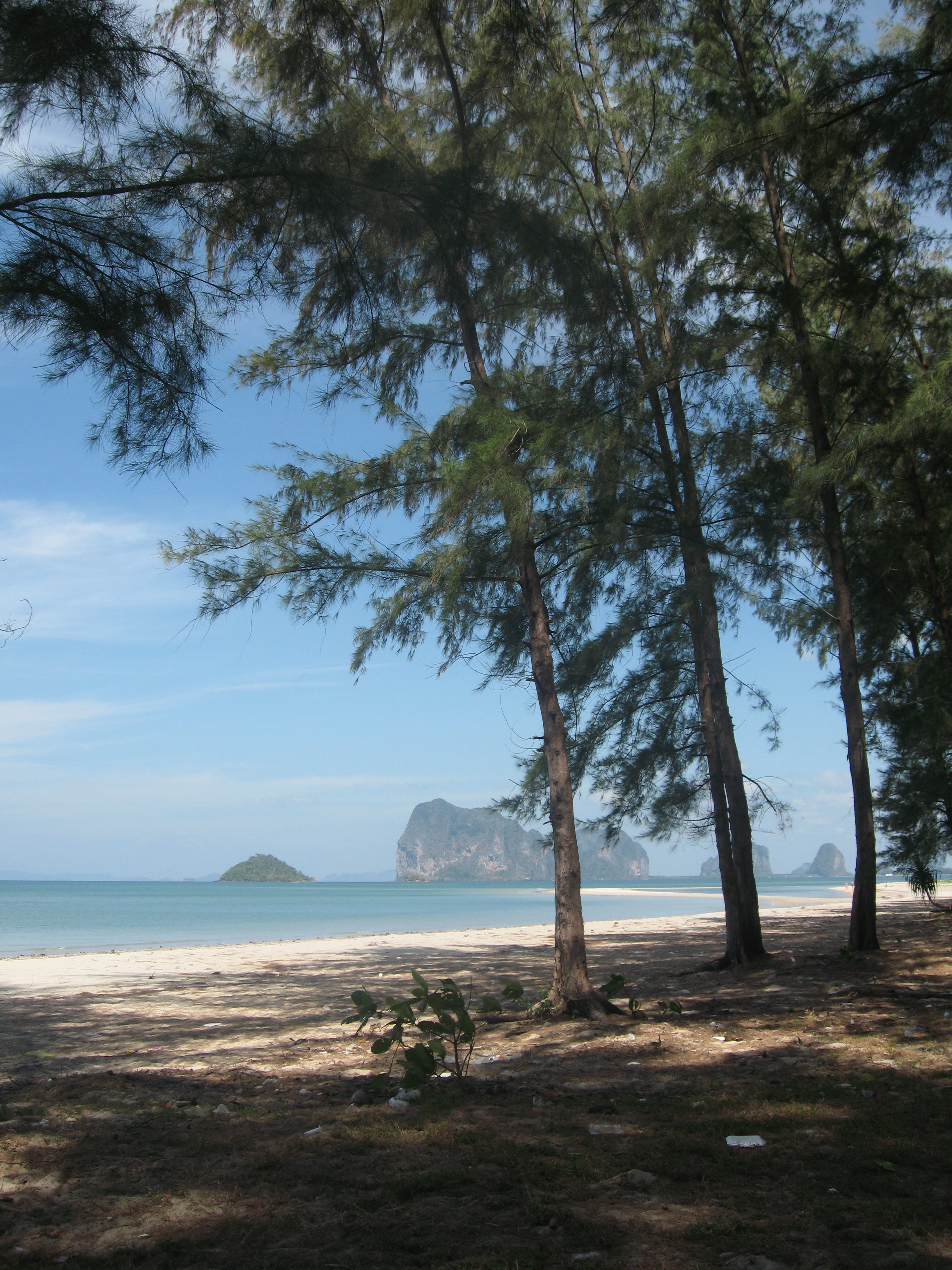
Filao (ou pin australien), le long de la côte sur la plage de Hat Chang Lang

On peut se promener dans quatre types de forêts :
- forêts tropicales humide (le long de la côte et sur l'île de Ko Muk) avec des arbres géants dipterocarpus dont des dipterocarpus chartaceus, des herbes neyraudia reynaudiana ... ;
- forêts tropicales mixtes des montagnes calcaires (Ko Muk, Ko Chueak, Ko Waen, Ko Pling ...) avec des arbres dragoniers dracaena louerieri, des palmiers-dattiers phoenix paludosa, des euphorbes euphorbia lacel, des orchidées ... ;
- forêts de plage (le long de la côte à Pak Meng, à Hat Chang Lang... et sur les îles et îlots de Ko Muk, Ko Chao Mai, Ko Meng ...) avec en particulier des arbres filaos, des plantes canavalia ...;
- et mangroves avec des palétuviers rhizophora apiculata et rizophora mucronata, des palétuviers ceriops decandra et ceriops tagal ainsi que des  méliacées xylocarpus granatum ... et à l'arrière des palmiers nypa fruticans et des arbres toto margot etc.

Il y a aussi dans la mer des champs d'herbes marines de huit espèces différentes qu'aiment brouter les dugongs : herbe à tortue syingodium isoetifolium, cymodocea rotundata et cymodocea serrulata, enhalus acoroides, halodule pinifolia et halodule uninervis, halophila ovalis et thalassia hemprichii. Ces herbiers marins couvrent une surface de 6,36 km2 dans le parc national (et de 6 km2 dans la zone de chasse interdite de Ko Libong).

### Faune
On peut observer :
51 espèces de mammifères : dugong, loutre cendrée, cerf aboyeur muntjac indien, saro de Sumatra, macaque crabier (à longue queue), semnopithèque obscur, chat de Temminck, chat-léopard, civette viverra megaspila, rat maxomys surifer, écureuil rayé de l'Himalaya, multiples chauves-souris ...
137 espèces d'oiseaux dont les remarquables marabout chevelu, calao bicorne, passereaux brève pitta et drongo à raquettes... ainsi que des oiseaux migrateurs comme l'aigrette de Chine, le chevalier tacheté et la sterne (hirondelle de mer) ... et la plage de Chao Mai est le seul site de nidification de la cigogne Jabiru d'Asie dans la péninsule malaise.
29 espèces de reptiles dont le varan malais, l'agame-lézard arlequin calotes versicolor ... et les serpents python réticulé, la vipère trimeresurus purpureomaculatus ... ;
9 espèces d'amphibiens dont le crapaud masqué, polypedates leucomystax et la grenouille peinte de Malaisie ;
ainsi que bien sûr, aussi, une riche biodiversité marine avec de nombreux coraux, de nombreux poissons tropicaux des récifs etc.